# Копцов, Василий Алексеевич
Васи́лий Алексе́евич Копцов (1 января 1904 года, Тифлис — 3 марта 1943 года, погиб на Юго-Западном фронте, похоронен в городе Первомайский, Первомайский район, Харьковская область) — советский военачальник, Герой Советского Союза (17 ноября 1939 года). Генерал-майор танковых войск (11 сентября 1941 года).

## Начальная биография
Василий Алексеевич Копцов родился 1 января 1904 года в городе Тифлисе (ныне Тбилиси) в семье рабочего. Русский.
По окончании начальной школы работал на лесопильных заводах.

## Военная служба

### Гражданская война
В марте 1918 года добровольцем вступил в ряды РККА. Служил красноармейцем-воспитанником в 450-м Северо-Кубанском полку 3-й Таманской бригады Таманской армии. Участвовал в походе Таманской армии, описанном А. Серафимовичем в повести «Железный поток». Вскоре участвовал в боях на Южном фронте.

### Межвоенное время
С октября 1922 года Копцов учился на 48-х пулеметных курсах в Ставрополе и Владикавказе, а затем в Объединённой военной школе имени ВЦИК в Москве, которую закончил в 1926 году.
В 1925 году вступил в ряды ВКП(б).
В августе 1926 года был назначен на должность командира взвода 49-го стрелкового полка 17-й стрелковой дивизии в Нижнем Новгороде, а в марте 1927 года — на должность командира взвода инструкторов вневойсковой подготовки Бронницкого райвоенкомата Московской области. С сентября 1928 года Копцов был слушателем военно-политических курсов в Москве, по окончании которых в сентябре 1929 года был назначен на должность политрука роты 3-го Верхне-Удинского стрелкового полка 1-й Тихоокеанской стрелковой дивизии ОКДВА.
С ноября 1930 года был слушателем Ленинградских бронетанковых Курсов усовершенствования командного состава РККА, по окончании которых в 1931 году был назначен на должность командира роты и батальона 1-го танкового полка Белорусского военного округа, в январе 1934 года — на должность командира батальона школы младшего начсостава 11-го механизированного корпуса Забайкальского военного округа. В то время под его командованием служил Л. И. Брежнев, хорошо запомнивший своего командира и много десятилетий спустя с большим уважением написавший о нём в своих воспоминаниях[страница не указана 1649 дней].
В августе 1937 года назначен на должность командира танкового батальона в 6-й механизированной бригаде (затем — 6-я легкая танковая бригада), которая принимала участие в боях на Халхин-Голе.
Особенно отличился в боях при окружении и разгроме японских войск в конце августа 1939 года. 22 августа 1939 лично вел батальон в ночную атаку и после разгрома противника первым вышел в долину реки Хайлестин-Гол, отрезав противнику пути отхода. Находясь в засаде с двумя ротами танков, смело уничтожая отходящего противника. 25 августа 1939 года капитан Василий Копцов в течение 8 часов находился в подбитом танке в тылу врага, огнём отбиваясь от наступавшего противника. Копцов сохранил экипаж и танк до подхода своей части[страница не указана 1649 дней].
Указом Президиума Верховного Совета СССР от 17 ноября 1939 года за мужество и героизм, проявленные при выполнении специального задания капитану Василию Алексеевичу Копцову присвоено звание Героя Советского Союза с вручением ордена Ленина и медали «Золотая Звезда».
В 1939 году окончил Курсы усовершенствования высшего начальствующего состава автобронетанковых войск РККА при 2-й Отдельной Краснознаменной армии.
В июне 1940 года был назначен на должность командира батальона 8-й Краснознамённой легкотанковой бригады Забайкальского военного округа, в ноябре 1940 года — на должность командира этой бригады, в марте 1941 года — на должность заместителя командира 46-й танковой дивизии.

### Великая Отечественная война
23 июня 1941 года Копцов был назначен на должность командира 46-й танковой дивизии 21-го механизированного корпуса Северо-Западного фронта. Принимал участие в приграничном сражении в Прибалтике в районе города Даугавпилс, а затем отступал на псковском направлении. Был дважды ранен, оставшись в строю.
В сентябре 1941 года был назначен на должность командира 6-й танковой бригады 49-й армии Резервного фронта. В конце сентября бригаду передали в 7-ю отдельную армию, в рядах которой она участвовала в боях против финских войск на перешейке между Ладожским и Онежским озёрами. В ноябре — декабре 1941 года бригада участвовала в Тихвинской оборонительной и Тихвинской наступательной операциях (будучи самым крупным танковым соединением в распоряжении командующего Волховским фронтом К. А. Мерецкова), отличилась в боях при освобождении Тихвина и нанесла большие потери противнику. За выдающиеся успехи приказом наркома обороны СССР от 16 февраля 1942 года бригаде было присвоено гвардейское звание и она стала именоваться 7-й гвардейской танковой бригадой. Ею также продолжил командовать генерал Копцов. В этих боях получил второе ранение.
С мая 1942 года — командир 15-го танкового корпуса, который в августе принимал участие в контрударе левого крыла Западного фронта в районе Сухиничи и Козельск против 2-й немецкой танковой армии, в результате которого противник перешёл к обороне. Однако и корпус понёс большие потери, из-за которых в сентябре 1942 года был выведен в резерв Ставки ВГК в Московский военный округ. Там его передали в состав 3-й танковой армии, с которой в январе 1943 года он участвовал в Острогожско-Россошанской операции. В ходе её корпус под командованием генерал-майора Копцова наряду с 12-м танковым корпусом прорвал оборону противника, наступал в направлении пгт Ольховатка (Воронежская область) и к концу третьего дня соединился в районе города Алексеевка с 305-й стрелковой дивизией. Затем в феврале 1943 года участвовал в Харьковской наступательной операции.
3 марта 1943 года в ходе Харьковской оборонительной операции корпус попал в окружение, при прорыве из которого генерал-майор танковых войск В. А. Копцов был тяжело ранен и через несколько часов скончался от ран и потери крови при эвакуации. Похоронен в городе Первомайский, Первомайский район, Харьковская область.

## Награды
- Медаль «Золотая Звезда» Героя Советского Союза (17.11.1939);
- орден Ленина (17.11.1939);
- два ордена Красного Знамени (31.08.1941, 27.12.1941);
- орден Суворова 2-й степени (7.02.1943);
- орден Красного Знамени (МНР, 1939).

## Память
- На могиле Героя в городе Первомайский воздвигнут памятник, на постаменте которого установлен танк.
- 14 ноября 1985 года Васильковской средней общеобразовательной школе № 2 было присвоено наименование «имени Героя Советского Союза В. А. Копцова»[9].
- В Тбилиси в честь В. А. Копцова названа улица.
- Имя воина увековечено в Главном Храме Вооружённых сил России и на мемориале «Дорога памяти»[10].